# Ocean Spray
"Ocean Spray" é uma canção da banda britânica de rock Manic Street Preachers, lançada em junho de 2001 como o terceiro último single do álbum Know Your Emeny, lançado no mesmo ano.
A música foi escrita e musicada exclusivamente pelo vocalista e guitarrista James Dean Bradfield, inspirado em uma situação num hospital em que a mãe do músico fazia tratamento contra um câncer, pelo qual morreu tempos depois. O baterista Sean Moore faz o solo de trompete em um trecho da faixa.
A música alcançou a 15ª posição na UK charts.

## Faixas
CD 1
1. "Ocean Spray" - 4:11
2. "Groundhog Days" - 3:52
3. "Just A Kid" - 3:36
4. "Ocean Spray" - 4:12 (videoclipe)

CD 2
1. "Ocean Spray" - 4:11
2. "Ocean Spray" (Live At Teatro Karl Marx, Havana, 17 February 2001) - 4:08
3. "Ocean Spray" (Kinobe Remix) - 6:33
4. "Ocean Spray" (Medicine Remix) - 4:16
5. "Ocean Spray" (Live from Havana) - 4:08 (video-clip)

Fita cassete
1. "Ocean Spray" - 4:02
2. "Little Trolls" - 3:39
3. "Ocean Spray" (Ellis Island Sound Remix) - 4:12

## Paradas
| Parada (2001)    | Melhor posição |
| ---------------- | -------------- |
| UK Singles Chart | 15             |

Desempenho na parada do Reino Unido
| Posição | 15 |

## Ficha técnica
Banda
- James Dean Bradfield - vocais, guitarra
- Nicky Wire - baixo
- Sean Moore - bateria